# ديف دوغلاس (موسيقي)
ديف دوغلاس (بالإنجليزية: Dave Douglas)‏ هو موسيقي أمريكي، ولد في 19 أغسطس 1979.